# Parque nacional Desierto Florido
El Parque nacional Desierto florido es un área natural protegida en Chile, localizada en la comuna y provincia de Copiapó, Región de Atacama. Posee una superficie de 57.107 hectáreas. Fue creada a través del Decreto supremo N°12 del 8 de marzo de 2023, firmado por el presidente de la república Gabriel Boric Font.
Este parque tiene como objetivo principal preservar una muestra del ecosistema Matorral Desértico Mediterráneo Interior de Skykanthus acutus y Atriplex deserticola, donde se manifiesta, de manera episódica, el fenómeno del Desierto Florido de una singular importancia florística y atractivo turístico, generando un espacio propicio para la investigación científica, la educación ambiental y el desarrollo de actividades reguladas de visitación turística.

## Biodiversidad

### Flora
El parque resguarda una de los fenómenos naturales únicos en Chile y el mundo, conocido como Desierto florido, el cual se produce en el desierto de Atacama, el desierto más árido del planeta. Este consiste en la aparición de una gran diversidad de 200 especies de flora endémicaen aquellos años en que las precipitaciones son inusuales y superan el rango normal para el desierto.

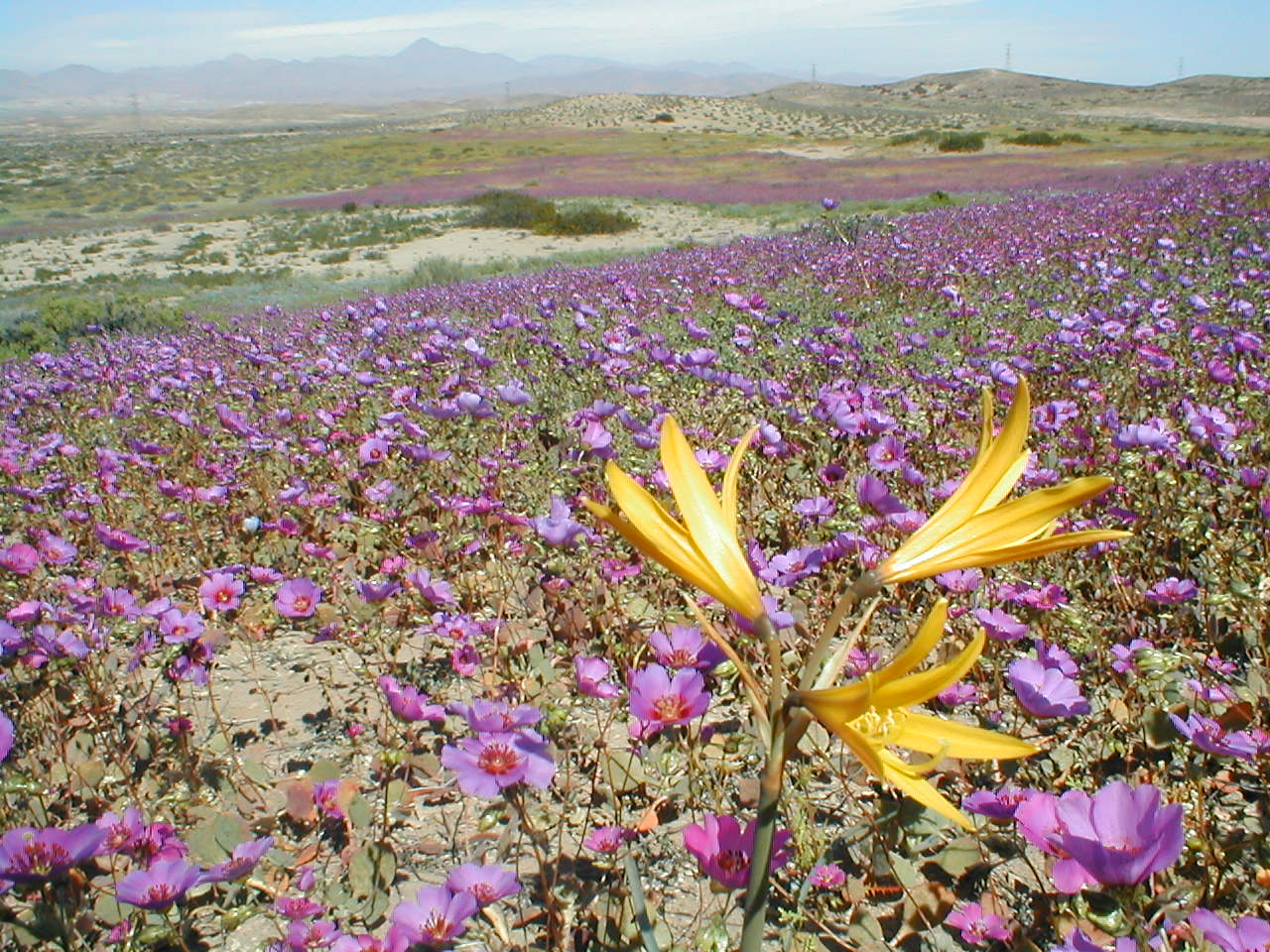
Flora en primer plano una Añañuca (Rhodophiala rhodolirion) en fondo: Pata de guanaco (Cistanthe laxiflora)

### Fauna
Dentro de esta área protegida se pueden encontrar numerosas especies de animales, las aves son las que presentan un mayor número de especies, entre las que se encuentran el canastero, la turca, el halcón peregrino y el cóndor. En cuanto a mamíferos están constituidos principalmente por guanacos y zorros chilla y culpeo

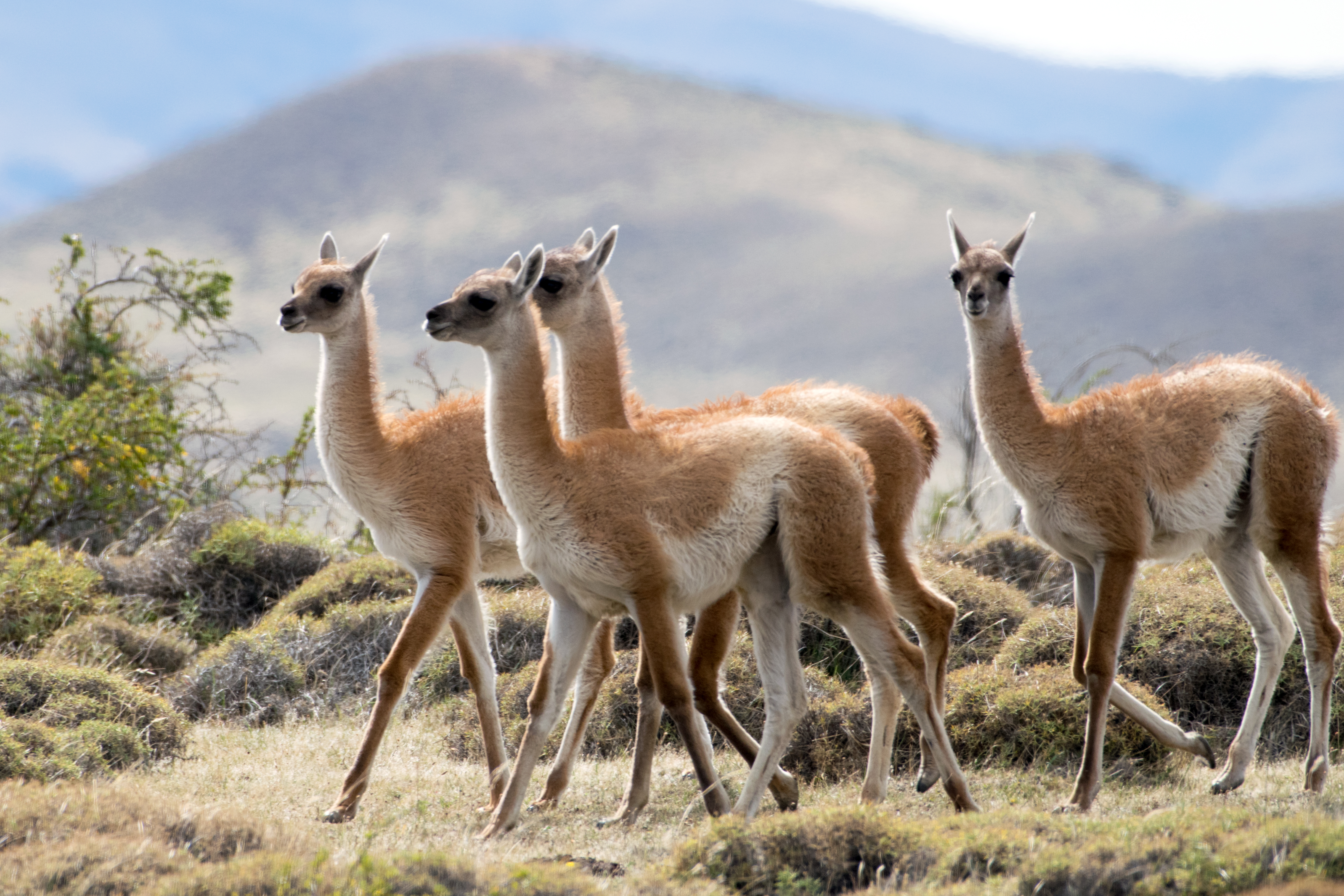
Guanacos (Lama guanicoe)

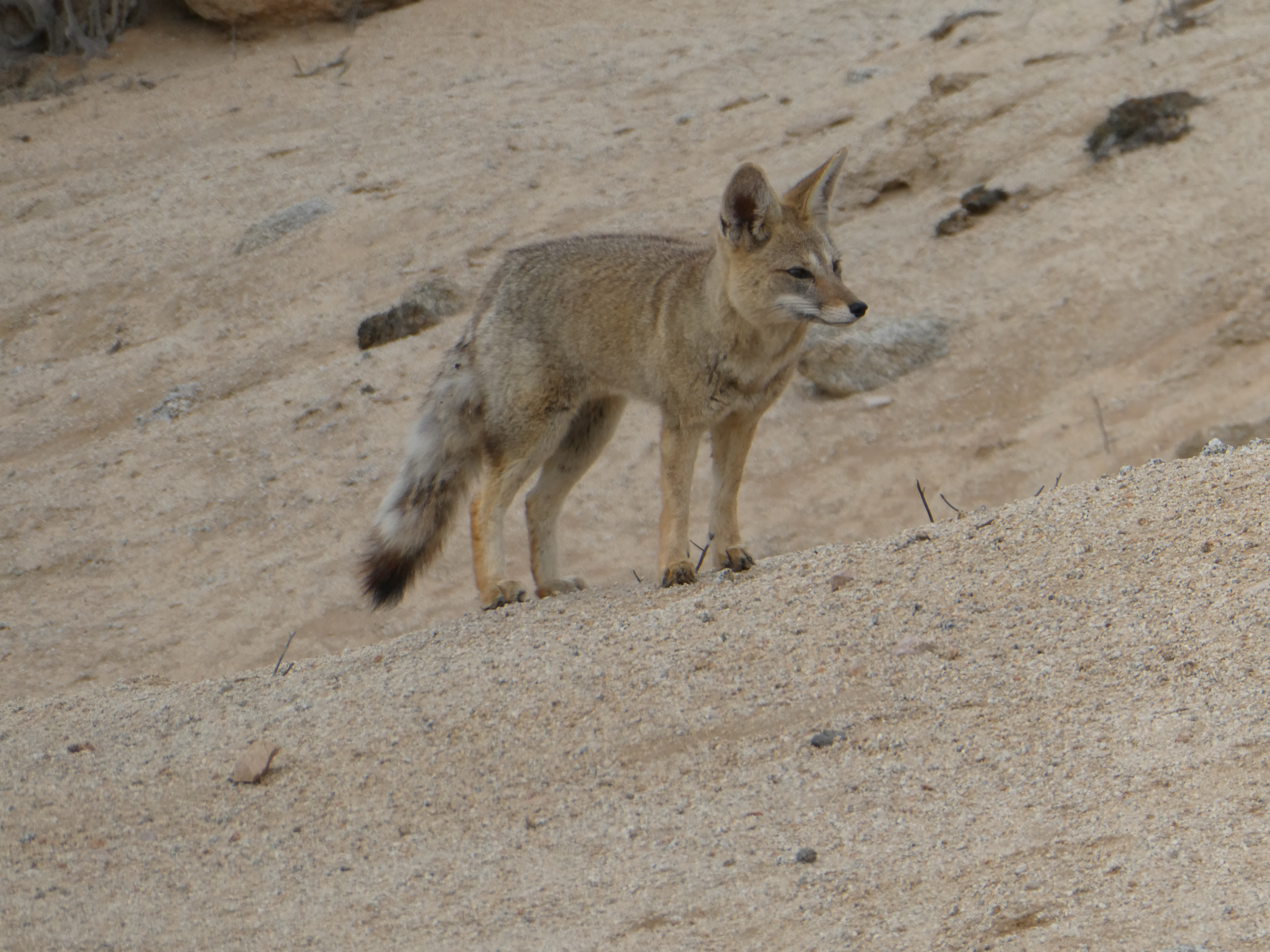
Zorro Chilla (Lycalopex griseus)

## Objetivos específicos del parque
Según el decreto supremo N°12 que da origen a éste parque sus objetivos específicos son: 
1. "Asegurar la estabilidad y las condiciones de una muestra representativa del fenómeno Desierto Florido como reservorio potencial de semillas de floración masiva frente a determinadas condiciones meteorológicas, mediante la acción de protección y preservación oficial de un Parque Nacional."
2. "Preservar especies de flora nativa del lugar, en particular las de alto valor y singularidad, con especial énfasis en especies en estado de conservación y endémicas, tales como pinto (Pintoa chilensis), Eragrostis pycnantha, tunilla (Austrocylindropuntia miquelii (Monv.) Backeb) y copao ácido (Eulychnia acida), mediante planes, programas, acciones y normas que permitan asegurar la estabilidad y el desarrollo de sus poblaciones."
3. "Preservar especies de fauna nativa del lugar, en particular las de alto valor y singularidad, con especial énfasis en especies en estado de conservación, tales como guanaco del norte (Lama guanicoe cacsilensis) y tuco tuco de Atacama (Ctenomys f. fulvus), mediante planes, programas, acciones y normas que permitan asegurar la estabilidad y el desarrollo de sus poblaciones."
4. "Controlar las amenazas a la biodiversidad y hábitats, especialmente las relacionadas a presencia de especies domésticas y asilvestradas, mediante medidas de contención, protección, fiscalización, sensibilización, educación ambiental y alianzas estratégicas."
5. "Incentivar la participación de la sociedad en la protección de la naturaleza, y en particular del Desierto Florido, a través de la implementación de programas de interpretación, educación ambiental y extensión, que favorezcan la valoración de este fenómeno como patrimonio natural del país y la adopción de una mayor concientización por parte de la comunidad respecto de los efectos del cambio climático, y la contribución del Parque Nacional a la mitigación de dichos efectos."
6. "Mantener la belleza paisajística, que permita fomentar el área como atractivo para el turismo de naturaleza y de intereses especiales, de jerarquía mundial a base del fenómeno del Desierto Florido y del paisaje desértico de alta belleza escénica, como soporte para la creación e incremento de servicios turísticos y desarrollo de rutas turísticas, contribuyendo al desarrollo regional desde la perspectiva de la conservación, especialmente de las comunas de Tierra Amarilla y Copiapó."
7. "Brindar oportunidades para el desarrollo de la investigación científica, de beneficio para la conservación del Parque Nacional, sobre la base de la difusión de sus valores naturales en la comunidad y en las instituciones de investigaciones públicas y privadas, nacionales y extranjeras."
8. "Preservar y mejorar los recursos escénicos naturales y los elementos culturales ligados a un ambiente natural.